# Casey Cott

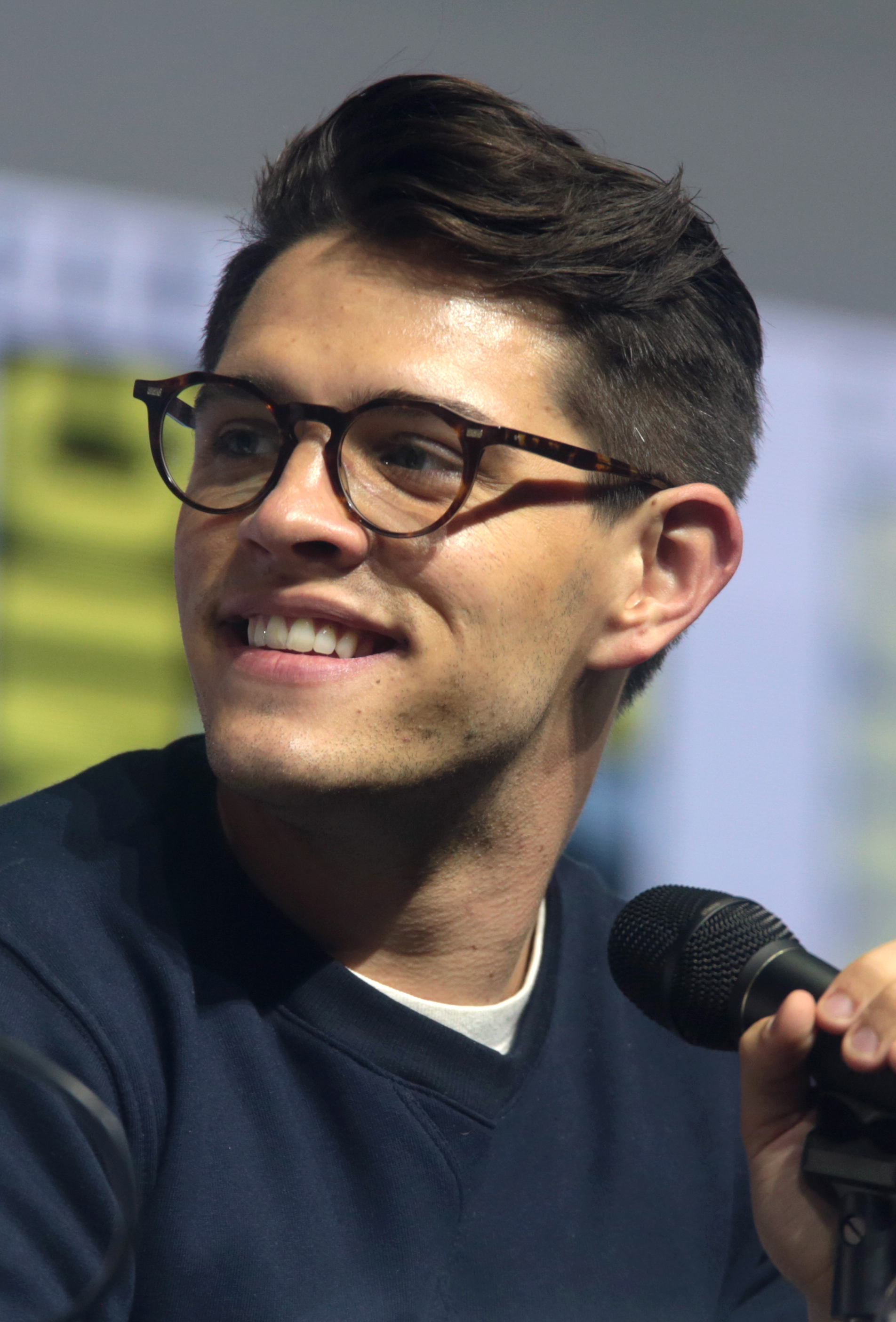
Casey Cott, 2018

Casey Morton Cott (* 8. August 1992) ist ein US-amerikanischer Schauspieler, der durch seine Rolle als Kevin Keller in der The-CW-Fernsehserie Riverdale bekannt wurde.

## Leben
Cott wurde 1992 als zweites von drei Kindern von Lori und Rick Cott, einem Investmentmanager und ehemaligen Kampfpilot der US Air Force, geboren und wuchs in Chagrin Falls, Ohio auf. Cott hat eine jüngere Schwester, Carly Megan, und einen älteren Bruder, Corey Michael, letzterer ist am Broadway auch als Schauspieler, allerdings am Theater, tätig. Cott besuchte die Chagrin Falls High School, anschließend studierte er erst an der Boston University und wechselte dann zur School of Drama der Carnegie Mellon University in Pittsburgh, Ohio, die er 2016 mit dem Bachelor of Fine Arts abschloss.
Cott lebt zurzeit in New York City. Im Dezember 2021 heiratete er seine Freundin Nichola Basara.

## Karriere
Cott begann seine Schauspielkarriere in kleinen Theatern in Ohio und trat unter anderem in Produktionen von Bloody Bloody Andrew Jackson und Romeo und Julia auf. Nach dem Umzug nach Pittsburgh engagierte er sich in der regionalen Theaterszene, während er an der Carnegie Mellon University (CMU) Schauspielerei studierte und an Universitäts-Theaterproduktionen mitwirkte. Er trat 2014 mit anderen Studenten der CMU in einer Produktion des Stücks Parade am New Hazlett Theater in Pittsburgh auf, sowie in einer Produktion von Small Engine Repair bei Barebone Productions. Im August 2016 spielte er an der Seite von Shuler Hensley und John Cariani am Bay Street Theater in Sag Harbor, New York in Stephen Schwartz’ Musical-Umsetzung von Der Prinz von Ägypten Moses.
Am 12. März 2016, während seines letzten Jahres an der CMU, wurde Cott als Kevin Keller in der Drama-Serie Riverdale von The CW, einer TV-Adaption des Archie-Comics-Universums, gecastet. Kevin Keller ist der erste offen schwule Charakter in den Geschichten von Archie Comics. Cott erklärte im März 2017 in einem Facebook-Video, dass er ursprünglich für die Rollen von Archie Andrews und Jughead Jones vorgesprochen hatte, bevor er die Rolle des Kevins übernahm. In der zweiten Staffel wurde er von einem Neben- zu einem Hauptcharakter befördert.
Am 12. März 2017 kündigte Cott auf dem South-by-Southwest-Festival seine bevorstehende Rolle in dem von Matthew Perkins gedrehten Film The Mascot an. Cott wird die Hauptrolle von Nick Shepard spielen, einem ehemaligen Quarterback, der zum Maskottchen einer Footballmannschaft wird. Die Dreharbeiten beginnen 2018 in Atlanta.

## Filmografie (Auswahl)
- 2017: Law & Order: Special Victims Unit (Fernsehserie, 1 Folge)
- 2017–2023: Riverdale (Fernsehserie, 127 Folgen)
- 2017: Why (Musikvideo von Sabrina Carpenter)
- 2017: Law & Order: Special Victims Unit (Fernsehserie, Folge 18x18 Conversion)
- 2018: Instinct (Fernsehserie, Folge 1x1 Der Tod gibt Karten)
- 2020: Katy Keene (Fernsehserie, 1 Folge)